# Pétanque-Weltmeisterschaft 2008
Die 44. Pétanque-Weltmeisterschaften der Senioren fanden vom 12. bis zum 16. November 2008 in Dakar, Senegal statt, und damit zum ersten Mal in einem Land Subsahara-Afrikas. Parallel wurden die 9. Weltmeisterschaften im Tir de Précision (Präzisionsschießen) ausgetragen. Bei den Meisterschaften der Senioren (fr. Seniors) sind Männer wie Frauen, aber auch Espoirs und Juniors zugelassen.
Die Fédération Internationale de Pétanque et Jeu Provençal (FIPJP) trägt die Weltmeisterschaften jährlich aus.
Zur 44. WM traten 56 der 78 in der FIPJP organisierten Nationen an.

## Triplette
Wie alle internationalen Meisterschaften in der Boule-Sportart Pétanque wurde auch bei der 44. WM Triplette gespielt. Der Gastgeber Senegal und der Vorjahresweltmeister Frankreich stellten jeweils zwei Teams, alle anderen Nationen ein Team.

### Mannschaften aus Deutschland, Österreich und der Schweiz
| DPV                                  | ÖPV             | FSP                |
| ------------------------------------ | --------------- | ------------------ |
| Patrick Abdelhak (24, Lützelsachsen) | Admed Derradji  | Régis Froidevaux   |
| Florian Korsch (20, Bad Godesberg)   | Nabil Hammami   | Luc Camelique      |
| Torsten Lay 18, Saarwellingen        | Sorio Oscar     | Thierry Matthey    |
| Benjamin Lehmann (20, Essingen)      | Helmut Pflanzer | J.-Maurice Schnegg |

### Vorrunde
In der ersten Runde wird in 8 Gruppen mit 7 Teams jeder gegen jeden gespielt. Die ersten vier qualifizierten sich für die nächste Runde. Die ausgeschiedenen Teams spielten im Nationen-Cup weiter.
Das deutsche Triplette spielt in Gruppe B, die Schweiz in Gruppe E und Österreich in Gruppe F.
| Vorrunde | Vorrunde  | Vorrunde       | Vorrunde            | Vorrunde   | Vorrunde               | Vorrunde   | Vorrunde     | Vorrunde           |
| -------- | --------- | -------------- | ------------------- | ---------- | ---------------------- | ---------- | ------------ | ------------------ |
| Team     | A         | B              | C                   | D          | E                      | F          | G            | H                  |
| 1        | Belgien   | Mauretanien    | Frankreich B        | Portugal   | Senegal A              | Madagaskar | Frankreich A | Italien            |
| 2        | Schweden  | San Marino     | Algerien            | Tunesien   | Luxemburg              | Armenien   | Marokko      | Thailand           |
| 3        | Spanien   | Burkina Faso   | Kanada              | Guinea     | Schweiz                | Österreich | Monaco       | Kamerun            |
| 4        | Mauritius | Elfenbeinküste | Mali                | Libanon    | Französisch-Polynesien | Benin      | Polen        | Senegal B          |
| 5        | Türkei    | Irland         | Volksrepublik China | Dschibuti  | Japan                  | Dänemark   | Finnland     | Niederlande        |
| 6        | Wales     | Deutschland    | England             | Schottland | Israel                 | Russland   | Ungarn       | Vereinigte Staaten |
| 7        | Slowakei  | Bulgarien      | Andorra             | Niger      | Litauen                | Tschechien | Estland      | Norwegen           |

### 1/16-Finale (Poule-Runde)
| Poules | Poules     | Poules      | Poules       | Poules                 | Poules         | Poules       | Poules    | Poules     |
| ------ | ---------- | ----------- | ------------ | ---------------------- | -------------- | ------------ | --------- | ---------- |
| Platz  | S          | T           | U            | V                      | W              | X            | Y         | Z          |
| 1      | Belgien    | Schweiz     | Frankreich B | Französisch-Polynesien | Italien        | Frankreich A | Armenien  | Madagaskar |
| 2      | Monaco     | Mauretanien | Tunesien     | Algerien               | Marokko        | Thailand     | Senegal A | Luxemburg  |
| 3      | Senegal B  | Schweden    | Kamerun      | Portugal               | Spanien        | Burkina Faso | Kanada    | Mali       |
| 4      | San Marino | Benin       | Polen        | Österreich             | Elfenbeinküste | Mauritius    | Libanon   | Guinea     |

### 1/8-Finale (Poule-Runde)
Auch im 1/8-Finale wurde Poule gespielt. Das System lässt sich anhand der farbigen Markierungen verfolgen.
| Poule 1       | Poule 1      | Poule 1     | Poule 1      | Poule 1      | Poule 1 |
| ------------- | ------------ | ----------- | ------------ | ------------ | ------- |
| Spiel 1       | Belgien      | :           | Senegal A    | 13:8         |         |
| Spiel 1       | Frankreich B | :           | Mauretanien  | 10:13        |         |
| Gewinner      | Belgien      | :           | Mauretanien  | 13:4         |         |
| Verlierer     | Frankreich B | :           | Senegal A    | 13:4         |         |
| Barrage       | Frankreich B | :           | Mauretanien  | 13:3         |         |
| qualifiziert  | Madagaskar   | Madagaskar  | Frankreich B | Frankreich B |         |
| ausgeschieden | Mauretanien  | Mauretanien | Senegal A    | Senegal A    |         |

| Poule 2       | Poule 2                | Poule 2 | Poule 2                | Poule 2                | Poule 2 |
| ------------- | ---------------------- | ------- | ---------------------- | ---------------------- | ------- |
| Spiel 1       | Schweiz                | :       | Luxemburg              | 8:13                   |         |
| Spiel 1       | Französisch-Polynesien | :       | Marokko                | 2:13                   |         |
| Gewinner      | Luxemburg              | :       | Marokko                | 2:13                   |         |
| Verlierer     | Französisch-Polynesien | :       | Schweiz                | 4:13                   |         |
| Barrage       | Luxemburg              | :       | Schweiz                | 13:10                  |         |
| qualifiziert  | Marokko                | Marokko | Luxemburg              | Luxemburg              |         |
| ausgeschieden | Schweiz                | Schweiz | Französisch-Polynesien | Französisch-Polynesien |         |

| Poule 3       | Poule 3  | Poule 3  | Poule 3  | Poule 3  | Poule 3 |
| ------------- | -------- | -------- | -------- | -------- | ------- |
| Spiel 1       | Italien  | :        | Thailand | 10:13    |         |
| Spiel 1       | Armenien | :        | Monaco   | 13:1     |         |
| Gewinner      | Armenien | :        | Thailand | 13:6     |         |
| Verlierer     | Italien  | :        | Monaco   | 11:13    |         |
| Barrage       | Thailand | :        | Monaco   | 13:4     |         |
| qualifiziert  | Armenien | Armenien | Thailand | Thailand |         |
| ausgeschieden | Monaco   | Monaco   | Italien  | Italien  |         |

| Poule 4       | Poule 4                  | Poule 4    | Poule 4    | Poule 4  | Poule 4 |
| ------------- | ------------------------ | ---------- | ---------- | -------- | ------- |
| Spiel 1       | Frankreich A             | :          | Tunesien   | 13:3     |         |
| Spiel 1       | Madagaskar               | :          | Algerien   | 10:13    |         |
| Gewinner      | Frankreich A             | :          | Algerien   | 13:4     |         |
| Verlierer     | Tunesien                 | :          | Madagaskar | 7:13     |         |
| Barrage       | Algerien                 | :          | Madagaskar | 2:13     |         |
| qualifiziert  | colspan="2" Frankreich A | Madagaskar | Madagaskar |          |         |
| ausgeschieden | Tunesien                 | Tunesien   | Algerien   | Algerien |         |

### Finalrunde
|  | Viertelfinale | Viertelfinale |              |    | Halbfinale | Halbfinale |  |  | Finale | Finale |
|  |               |               |              |    |            |            |  |  |        |        |
|  | Marokko       | 2             |              |    |            |            |  |  |        |        |
|  | Thailand      | 13            |              |    |            |            |  |  |        |        |
|  | Thailand      | 13            | Thailand     | 13 |            |            |  |  |        |        |
|  |               |               | Thailand     | 13 |            |            |  |  |        |        |
|  |               | Belgien       | 11           |    |            |            |  |  |        |        |
|  | Madagaskar    | Belgien       | 11           | 10 |            |            |  |  |        |        |
|  | Madagaskar    |               |              | 10 |            |            |  |  |        |        |
|  | Belgien       | 13            |              |    |            |            |  |  |        |        |
|  |               |               | Thailand     | 0  |            |            |  |  |        |        |
|  |               | Frankreich B  | 13           |    |            |            |  |  |        |        |
|  | Luxemburg     | 0             |              |    |            |            |  |  |        |        |
|  | Frankreich A  | 13            |              |    |            |            |  |  |        |        |
|  | Frankreich A  | 13            | Frankreich A | 7  |            |            |  |  |        |        |
|  |               |               | Frankreich A | 7  |            |            |  |  |        |        |
|  |               | Frankreich B  | 13           |    |            |            |  |  |        |        |
|  | Frankreich B  | Frankreich B  | 13           | 13 |            |            |  |  |        |        |
|  | Frankreich B  |               |              | 13 |            |            |  |  |        |        |
|  | Armenien      | 6             |              |    |            |            |  |  |        |        |

| Weltmeister      | Weltmeister  | Weltmeister                                                       | Weltmeister                                                       | Weltmeister                                                       | Weltmeister                                                       | Weltmeister                                                       | Weltmeister                                                       |
| ---------------- | ------------ | ----------------------------------------------------------------- | ----------------------------------------------------------------- | ----------------------------------------------------------------- | ----------------------------------------------------------------- | ----------------------------------------------------------------- | ----------------------------------------------------------------- |
| Frankreich B     | Frankreich B | Philippe Suchaud-Bruno Leboursicaud-Thierry Grandet-Henri Lacroix | Philippe Suchaud-Bruno Leboursicaud-Thierry Grandet-Henri Lacroix | Philippe Suchaud-Bruno Leboursicaud-Thierry Grandet-Henri Lacroix | Philippe Suchaud-Bruno Leboursicaud-Thierry Grandet-Henri Lacroix | Philippe Suchaud-Bruno Leboursicaud-Thierry Grandet-Henri Lacroix | Philippe Suchaud-Bruno Leboursicaud-Thierry Grandet-Henri Lacroix |
| Vize-Weltmeister |              |                                                                   |                                                                   |                                                                   |                                                                   |                                                                   |                                                                   |
| Thailand         | Thailand     | Thaloengkiat-Suksan-Pakin-Sarawut                                 | Thaloengkiat-Suksan-Pakin-Sarawut                                 | Thaloengkiat-Suksan-Pakin-Sarawut                                 | Thaloengkiat-Suksan-Pakin-Sarawut                                 | Thaloengkiat-Suksan-Pakin-Sarawut                                 | Thaloengkiat-Suksan-Pakin-Sarawut                                 |
| Platz 3          | Frankreich A | Frankreich A                                                      | MILEI-LOY-ROBINEAU-RADNIK                                         | MILEI-LOY-ROBINEAU-RADNIK                                         | MILEI-LOY-ROBINEAU-RADNIK                                         | MILEI-LOY-ROBINEAU-RADNIK                                         | MILEI-LOY-ROBINEAU-RADNIK                                         |
| Platz 3          | Belgien      | Belgien                                                           | WEIBEL-VAN CAMPENHOUT-MASUY-HEMON                                 | WEIBEL-VAN CAMPENHOUT-MASUY-HEMON                                 | WEIBEL-VAN CAMPENHOUT-MASUY-HEMON                                 | WEIBEL-VAN CAMPENHOUT-MASUY-HEMON                                 | WEIBEL-VAN CAMPENHOUT-MASUY-HEMON                                 |
| Platz 5          | Armenien     | Armenien                                                          |                                                                   |                                                                   |                                                                   |                                                                   |                                                                   |
| Platz 5          | Madagaskar   |                                                                   |                                                                   |                                                                   |                                                                   |                                                                   |                                                                   |
| Platz 5          | Luxemburg    |                                                                   |                                                                   |                                                                   |                                                                   |                                                                   |                                                                   |
| Platz 5          | Marokko      |                                                                   |                                                                   |                                                                   |                                                                   |                                                                   |                                                                   |

## Präzisionsschießen (Tir de précision)
Der Deutsche Benjamin Lehmann belegte mit 37 Punkten in der Qualifikationsrunde des Präzisionsschießens Platz 12 und qualifizierte sich damit für die Hoffnungsrunde (Repêchage).
Der Österreicher Oscar Sorio konnte sich als 28. (25 Punkte) ebenso wenig qualifizieren wie der  Schweizer Luc Camelique als 39. (17 Punkte).
In der Repêchage belegte Benjamin Lehmann gemeinsam mit dem Belgier Weibel Platz 4. So mussten beide in einem Stechen gegeneinander antreten. Dabei wurde zunächst aus 7 m Entfernung  auf das so genannte Atelier 1  geschossen (Kugel in der Mitte des Zielkreises.) Da beiden 3 Punkte erzielten, wurde auch auf das Atelier 2 (Zielkugel in der Mitte des Kreises, davor Cochonnet in 10 cm Abstand) geschossen. Weibel erzielte hier ebenfalls 3 Punkte, Lehmann 0 Punkte. So kam Weibel eine Runde weiter.
Weltmeister wurde Abdel El Mankari (Marokko) vor François Ndiaye, der im Halbfinale einen neuen Weltrekord schoss.
| Qualifikationsrunde 4 von 51 Startern direkt qualifiziert, 18 für die Repêchage |                                   |                                   |                                   |                                   |           |
| Platz 1                                                                         | Pascal Milei(Frankreich)          | Pascal Milei(Frankreich)          | Pascal Milei(Frankreich)          | Pascal Milei(Frankreich)          | 47 Punkte |
| Platz 2                                                                         | François Ndiaye (Senegal)         | François Ndiaye (Senegal)         | François Ndiaye (Senegal)         | François Ndiaye (Senegal)         | 46 Punkte |
| Platz 3                                                                         | Michel Hatchadourian (Armenien)   | Michel Hatchadourian (Armenien)   | Michel Hatchadourian (Armenien)   | Michel Hatchadourian (Armenien)   | 44 Punkte |
| Platz 4                                                                         | Abdel El Mankari (Marokko)        | Abdel El Mankari (Marokko)        | Abdel El Mankari (Marokko)        | Abdel El Mankari (Marokko)        | 43 Punkte |
| Platz 12                                                                        | Benjamin Lehmann (Deutschland)    | Benjamin Lehmann (Deutschland)    | Benjamin Lehmann (Deutschland)    | Benjamin Lehmann (Deutschland)    | 37 Punkte |
| Platz 28                                                                        | Sorio Oscar (Österreich)          | Sorio Oscar (Österreich)          | Sorio Oscar (Österreich)          | Sorio Oscar (Österreich)          | 25 Punkte |
| Platz 39                                                                        | Luc Camelique (Schweiz)           | Luc Camelique (Schweiz)           | Luc Camelique (Schweiz)           | Luc Camelique (Schweiz)           | 17 Punkte |
| Repêchage 4 Starter qualifiziert                                                |                                   |                                   |                                   |                                   |           |
| Platz 1                                                                         | Roberto Carlos Lopez (Spanien)    | Roberto Carlos Lopez (Spanien)    | Roberto Carlos Lopez (Spanien)    | Roberto Carlos Lopez (Spanien)    | 52 Punkte |
| Platz 2                                                                         | Boureima Ouédraogo (Burkina Faso) | Boureima Ouédraogo (Burkina Faso) | Boureima Ouédraogo (Burkina Faso) | Boureima Ouédraogo (Burkina Faso) | 45 Punkte |
| Platz 3                                                                         | Ousmane Maiga (Elfenbeinküste)    | Ousmane Maiga (Elfenbeinküste)    | Ousmane Maiga (Elfenbeinküste)    | Ousmane Maiga (Elfenbeinküste)    | 45 Punkte |
| Platz 4                                                                         | Claude Weibel (Belgien)           | Claude Weibel (Belgien)           | Claude Weibel (Belgien)           | Claude Weibel (Belgien)           | 44 Punkte |
| Platz 4                                                                         | Benjamin Lehmann (Deutschland)    | Benjamin Lehmann (Deutschland)    | Benjamin Lehmann (Deutschland)    | Benjamin Lehmann (Deutschland)    | 44 Punkte |
| Stechen da punktgleich                                                          |                                   |                                   |                                   |                                   |           |
| Platz 1                                                                         | Claude Weibel (Belgien)           | Claude Weibel (Belgien)           | Claude Weibel (Belgien)           | Claude Weibel (Belgien)           | 6 Punkte  |
| Platz 2                                                                         | Benjamin Lehmann (Deutschland)    | Benjamin Lehmann (Deutschland)    | Benjamin Lehmann (Deutschland)    | Benjamin Lehmann (Deutschland)    | 3 Punkte  |

| Viertelfinale | Viertelfinale      | Viertelfinale      |    |                      | Halbfinale | Halbfinale | Halbfinale |  |  | Finale | Finale | Finale |
|               |                    |                    |    |                      |            |            |            |  |  |        |        |        |
| 1             | Pascal Milei       | 47                 |    |                      |            |            |            |  |  |        |        |        |
| 8             | Claude Weibel      | 35                 |    |                      |            |            |            |  |  |        |        |        |
| 8             | Claude Weibel      | 35                 | 1  | Pascal Milei         | 42         |            |            |  |  |        |        |        |
|               |                    |                    | 1  | Pascal Milei         | 42         |            |            |  |  |        |        |        |
|               | 5                  | Abdel El Mankari   | 36 |                      |            |            |            |  |  |        |        |        |
| 4             | 5                  | Abdel El Mankari   | 36 | Roberto Carlos Lopez | 47         |            |            |  |  |        |        |        |
| 4             |                    |                    |    | Roberto Carlos Lopez | 47         |            |            |  |  |        |        |        |
| 5             | Abdel El Mankari   | 37                 |    |                      |            |            |            |  |  |        |        |        |
| 5             | Abdel El Mankari   | 37                 | 5  | Abdel El Mankari     | 39         |            |            |  |  |        |        |        |
|               |                    |                    |    | Abdel El Mankari     | 39         |            |            |  |  |        |        |        |
|               | 2                  | François Ndiaye    | 33 |                      |            |            |            |  |  |        |        |        |
| 2             | 2                  | François Ndiaye    | 33 | François Ndiaye      | 45         |            |            |  |  |        |        |        |
| 2             |                    |                    |    | François Ndiaye      | 45         |            |            |  |  |        |        |        |
| 7             | Ousmane Maiga      | 35                 |    |                      |            |            |            |  |  |        |        |        |
| 7             | Ousmane Maiga      | 35                 | 2  | François Ndiaye      | 64         |            |            |  |  |        |        |        |
|               |                    |                    | 2  | François Ndiaye      | 64         |            |            |  |  |        |        |        |
|               | 6                  | Boureima Ouédraogo | 35 |                      |            |            |            |  |  |        |        |        |
| 3             | 6                  | Boureima Ouédraogo | 35 | Michel Hatchadourian | 39         |            |            |  |  |        |        |        |
| 3             |                    |                    |    | Michel Hatchadourian | 39         |            |            |  |  |        |        |        |
| 6             | Boureima Ouédraogo | 41                 |    |                      |            |            |            |  |  |        |        |        |

| Weltmeister:     | Weltmeister:         | Weltmeister:   |
| ---------------- | -------------------- | -------------- |
| Abdel El Mankari | Abdel El Mankari     | Marokko        |
| Vizeweltmeister  |                      |                |
| François Ndiaye  | François Ndiaye      | Senegal        |
| Platz 3          | Pascal Milei         | Frankreich     |
| Platz 3          | Boureima Ouédraogo   | Burkina Faso   |
| Platz 5          | Roberto Carlos Lopez | Spanien        |
| Platz 5          | Claude Weibel        | Belgien        |
| Platz 5          | Ousmane Maiga        | Elfenbeinküste |
| Platz 5          | Michel Hatchadourian | Armenien       |